# Giorgi Gabadze
Giorgi Gabadze (en georgiano: გიორგი გაბაძე; San Petersburgo, 2 de marzo de 1995) es un futbolista ruso, nacionalizado georgiano, que juega en la posición de defensa para el FC Lokomotivi Tbilisi de la Erovnuli Liga.

## Trayectoria
Tras formarse en el FC Lokomotivi Tbilisi, finalmente en 2011 subió al primer equipo. Hizo su debut el 9 de octubre de 2011 en un partido de la Erovnuli Liga contra el FC Meshakhte Tkibuli, encuentro que finalizó con un resultado de empate a dos. En 2013 se marchó al FC Torpedo Kutaisi, con el que jugó siete partidos de liga, uno de copa y uno de clasificación para la Europa League. En 2014 volvió al FC Lokomotivi Tbilisi. Su debut en competiciones internacionales con el club se produjo el 27 de agosto de 2020 en un partido contra el CS Universitatea Craiova.

## Clubes
| Club                  | País    | Año         | Partidos | Goles |
| --------------------- | ------- | ----------- | -------- | ----- |
| FC Lokomotivi Tbilisi | Georgia | 2011 - 2013 | 33       | 1     |
| FC Torpedo Kutaisi    | Georgia | 2013 - 2014 | 9        | 0     |
| FC Lokomotivi Tbilisi | Georgia | 2014 -      | 187      | 1     |